# Alina
Alina és un nom femení d'origen europeu. És especialment comú al nord, centre i est d'Europa. Pot derivar del nom Adelina. Alina va ser un dels 10 noms més populars a Suïssa i un dels 50 noms més populars a Finlàndia, Noruega Alemanya i Àustria el 2020.
Prové del grec i significa llum. A occident encara es considera un nom relativament rar i exòtic.